# Jayden Daniels
(en) Statistiques sur pro-football-reference
Jayden Daniels, né le 18 décembre 2000 à San Bernardino en Californie, est un sportif professionnel américain de football américain évoluant au poste de quarterback dans la National Football League (NFL).
Sélectionné en 2e choix lors du premier tour de la draft 2024 de la NFL par la franchise des Commanders de Washington, il a joué auparavant au niveau universitaire pour les Sun Devils de l'université d'État de l'Arizona pendant trois saisons (2019–2021) avant d'être transféré pour deux saisons aux Tigers de LSU (2022-2023) où il remporte le trophée Heisman 2023.

## Biographie

### Jeunesse
Daniels nait le 18 décembre 2000 à San Bernardino en Californie,. Il pratique divers sports dont le football américain, le soccer, le basket-ball et l'athlétisme au lycée Cajon. Dans l'équipe de football américain, il occupe le poste de quarterback. Il marque 170 touchdowns et gagne 14 007 yards à la passe (deux records de la CIF Southern Section) ainsi que 3 635 yards et 41 touchdowns supplémentaires à la course lors des quatre saisons jouées pour les Cowboys de Cajon,. Il se voit remettre le Ken Hubbs Award en 2018, décerné au meilleur sportif lycéen de la région de San Bernardino, après avoir décroché le titre de la Citrus Belt League (en) et être arrivé en finale de l'État. Considéré comme le deuxième meilleur quarterback de la classe 2019 par 247Sports.com, Daniels intègre en janvier 2019 l'université d'État de l'Arizona et son équipe des Sun Devils,.

### Carrière universitaire

#### Arizona State
Recruté par Antonio Pierce, entraîneur adjoint d'Arizona State, Daniels est le premier quarterback de première année à être titularisé dès sa première saison,. Il est désigné meilleur joueur offensif de la semaine en Pacific-12 Conference lors de la victoire surprise contre les Ducks de l'Oregon,. Daniels reçoit une mention honorable en tant que joueur offensif de première saison en Pac-12. Il remporte avec Arizona State le Sun Bowl 2019 sur le score de 20 à 14 et en est même désigné le meilleur joueur.
L'Arizona State ne dispute que quatre matchs en 2020 à la suite de la pandémie de Covid-19. La saison suivant, Daniels et son équipe affichent un bilan de 8 victoires pour 5 défaites, ayant personnellement inscrit 10 touchdowns pour 10 interceptions. En juin 2021, la NCAA annonce qu'Arizona State fait l'objet d'une enquête pour violation des directives de recrutement établies pendant la pandémie, et elle découvre plus tard que la mère de Daniels avait payé plus de 1 100 $ pour réserver des vols afin que l'encadrement puisse rendre visite aux éventuelles futures recrues,.

#### Louisiana State
En mars 2022, Daniels obtient son transfert chez les Tigers de l'Université d'État de Louisiane. Il se voit décerner le Charles McClendon Award de l'équipe de LSU pour sa saison 2022 après avoir gagné 3 592 yards en attaque. Daniels devient le premier joueur de l'histoire de la NCAA Division I FBS à gagner 350 yards à la passe et 200 yards à la course sur le même match, réitérant cet exploit lors du match contre les Gators de la Floride en novembre 2023. Il inscrit huit touchdowns lors du match contre les Panthers de Georgia State quelques semaines plus tard.
En 2023, Daniels inscrit un total de 50 touchdowns (40 à la passe et 10 à la course) avec pratiquement 5 000 yards gagnés en attaque (3 812 à la passe et 1 134 à la course). Il devient le troisième joueur de LSU à remporter le trophée Heisman après Billy Cannon en 1959 et Joe Burrow en 2019. Il se voit également décerné le Walter Camp Award, le trophée du meilleur joueur de la saison universitaire par l'Associated Press et par le Sporting News, le Davey O'Brien Award, le Manning Award et le Johnny Unitas Golden Arm Award.
Avec un bilan universitaire de 12 000 yards gagnés à la passe et 3 000 yards à la course, Daniels déclare faire l'impasse sur sa dernière année d'éligibilité universitaire afin de se présenter à la draft 2024 de la NFL,.

### Carrière professionnelle
| Taille              | Poids          | Bras           | Main          | Sprint   | Sprint   | Sprint   | Shuttle 20 yards | 3 cones drill | Détente   | Détente     | Développé couché | Test Wonderlic |
| Taille              | Poids          | Bras           | Main          | 40 yards | 10 yards | 20 yards | Shuttle 20 yards | 3 cones drill | verticale | horizontale | Développé couché | Test Wonderlic |
| 1,92 m (6 ft 3⅝ in) | 95 kg (210 lb) | 83 cm (32½ in) | 24 cm (9⅜ in) | -        | -        | -        | -                | -             | -         | -           | -                | -              |

#### Draft
Daniels est sélectionné en 2e choix global lors de la draft 2024 de la NFL par la franchise des Commanders de Washington. Il est le deuxième des six quarterback sélectionnés lors du premier tour de cette draft.

#### Commanders de Washington
Au cours de l'avant saison, Daniels et son ancien coéquipier de LSU, Malik Nabers, ont du suivre une formation imposée par la NFL concernant sa politique par rapport aux de jeux après avoir proposé un pari amical de 10 000 $ sur qui serait désigné meilleur joueur offensif rookie de la saison,. Il acquiert son numéro de maillot universitaire (le 5) dans le cadre d'un accord avec Tress Way, qui le portait chez les Commanders depuis 2014. Le 14 juin 2024, il signe son contrat rookie de quatre ans pour un montant de 37,75 millions de dollars entièrement garantis.
Daniels est désigné titulaire pour le poste de quarterback avant le premier match de la saison contre les Buccaneers de Tampa Bay. Il inscrit lors de ce match deux touchdowns à la course gagnant un total de 272 yards et devient le premier quarterback rookie de l'histoire de la NFL à gagner à la course 80 yards en deux touchdowns,.
Il remporte son premier match professionnel la semaine suivante contre les Giants de New York. Contre les Bengals de Cincinnati en troisième semaine à l'occasion du Monday Night Football, il inscrit son premier touchdown à la passe en trouvant son offensive tackle Trent Scott (en) et établit un record pour un rookie NFL en réussissant 93,3% de ses passes.

## Statistiques

### Universitaires
| Année       | Équipe                     | Statut      | MJ |         | Passes   | Passes | Passes | Passes | Passes | Passes | Passes  |       | Courses | Courses | Courses | Courses |
| Année       | Équipe                     | Statut      | MJ | Tentées | Réussies | Pct.   | Yards  | TD     | Int.   | Éval.  | Tentées | Yards | Moy.    | TD      |         |         |
| 2019        | Sun Devils d'Arizona State | Fr.         | 12 | 0 338   | 205      | 60,7   | 02 943 | 17     | 12     | 149,2  | 125     | 0 355 | 2,8     | 03      |         |         |
| 2020        | Sun Devils d'Arizona State | So.         | 04 | 0 84    | 0 49     | 58,3   | 0 701  | 05     | 01     | 145,7  | 033     | 0 223 | 6,8     | 04      |         |         |
| 2021        | Sun Devils d'Arizona State | Jr.         | 13 | 0 301   | 197      | 65,4   | 02 381 | 10     | 10     | 136,2  | 138     | 0 710 | 5,1     | 06      |         |         |
| 2022        | Tigers de LSU              | Sr.         | 14 | 0 388   | 266      | 68,6   | 02 913 | 17     | 03     | 144,5  | 187     | 0 890 | 4,8     | 12      |         |         |
| 2023        | Tigers de LSU              | Sr.         | 12 | 0 327   | 236      | 72,2   | 03 812 | 40     | 04     | 208,0  | 135     | 1 134 | 8,4     | 10      |         |         |
| Totaux NCAA | Totaux NCAA                | Totaux NCAA | 45 | 1 438   | 953      | 66,3   | 12 750 | 89     | 20     | 158,4  | 618     | 3 312 | 5,4     | 35      |         |         |

### Professionnelles
| Année      | Équipe                   | MJ |                 | Passes          | Passes          | Passes          | Passes          | Passes          | Passes          | Passes          |                 | Courses         | Courses         | Courses | Courses |     | Sacks  | Sacks |  | Fumbles | Fumbles |
| Année      | Équipe                   | MJ | Tentées         | Réussies        | Pct.            | Yards           | TD              | Int.            | Éval.           | Tentées         | Yards           | Moy.            | TD              | Nb.     | Yards   | Nb. | Perdus |       |  |         |         |
| 2024       | Commanders de Washington | 17 | 480             | 331             | 69,0            | 3 568           | 25              | 9               | 100,1           | 148             | 891             | 6,0             | 6               | 47      | 238     | 3   | 0      |       |  |         |         |
| 2025       | Commanders de Washington | ?  | Saison en cours | Saison en cours | Saison en cours | Saison en cours | Saison en cours | Saison en cours | Saison en cours | Saison en cours | Saison en cours | Saison en cours | Saison en cours | ?       | ?       | ?   | ?      |       |  |         |         |
| Totaux NFL | Totaux NFL               | 17 | 480             | 331             | 69,0            | 3 568           | 25              | 9               | 100,1           | 148             | 891             | 6,0             | 6               | 47      | 238     | 3   | 0      |       |  |         |         |

| Année      | Équipe                   | MJ |         | Passes   | Passes | Passes | Passes | Passes | Passes | Passes  |       | Courses | Courses | Courses | Courses |     | Sacks  | Sacks |  | Fumbles | Fumbles |
| Année      | Équipe                   | MJ | Tentées | Réussies | Pct.   | Yards  | TD     | Int.   | Éval.  | Tentées | Yards | Moy.    | TD      | Nb.     | Yards   | Nb. | Perdus |       |  |         |         |
| 2024       | Commanders de Washington | 3  | 114     | 75       | 65,8   | 822    | 5      | 1      | 95,9   | 35      | 135   | 3,9     | 1       | 4       | 27      | 0   | 0      |       |  |         |         |
| Totaux NFL | Totaux NFL               | 3  | 114     | 75       | 65,8   | 822    | 5      | 1      | 95,9   | 35      | 135   | 3,9     | 1       | 4       | 27      | 0   | 0      |       |  |         |         |

## Trophées, récompenses
- Rookie NFL de l'année (2024)
- Vainqueur du Trophée Heisman (2023)[44] ;
- Vainqueur du Walter Camp Player of the Year Award 2023[45] ;
- Désigné meilleur joueur (MVP) NCAA 2023 par l'Associated Press[46] ;
- Désigné meilleur joueur (MVP) NCAA 2023 par le Sporting News[47] ;
- Vainqueur du Davey O'Brien Award 2023[48] ;
- Vainqueur du Manning Award 2023[49] ;
- Vainqueur du Johnny Unitas Golden Arm Award 2023[50] ;
- Sélectionné par consensus dans l'équipe 2023 All-American[51] ;
- Meilleur joueur offensif de la saison 2023 de la conférence SEC[52] ;
- MVP des Tigers de LSU pour la saison 2022[53] ;
- MVP du Sun Bowl 2019[54] ;
- 7 × meilleur joueur offensif de la semaine en conférence SEC : semaines 8 et 10 en 2022, semaines 3, 4, 6, 11 et 12 en 2023[55] ;
- 2 × meilleur joueur offensif de la semaine en conférence Pac-12 : semaine 13 en 2019 et semaine 5 en 2021[56],[57].

## Records

### NCAA
- Meilleur pourcentage deréussite à la passe sur une saison NCAA : 208 (2023)[44] ;
- Seul joueur de l'histoire de la NCAA Division I FBS à avoir gagné 12 000 yards à la passe et 3 000 yards à la course[58] ;
- Seul joueur de l'histoire de la NCAA Division I FBS à avoir gagné plus de 350 yards à la passe et plus de 200 yards à la course lors d'un même match[59].

#### Tigers de LSU
- Plus grand nombre de yards gagnés à la course en carrière par un quarterback : 2 019[55] ;
- Plus grand nombre de yards gagnés en attaque sur une saison : 4 946[55] ;
- Plus grand nombre de yards gagnés à la course sur une saison par un quarterback : 1 134[55] ;
- Plus grand nombre de touchdowns inscrits à la course sur une saison par un quarterback : 11[55] ;
- Plus grand nombre de touchdowns inscrits sur un match : 8 en 2023 (à égalité avec Joe Burrow)[60] ;
- Plus grand nombre de yards gagnés sur un match : 606[59].

#### Autres
- Meilleur joueur freshman d'Arizona State au numbre de yards gagéns à la passe : 2 943 en 2019[61] ;
- Plus grand nombre de touchdowns inscrits à la passe (170) et plus grand nombre de yards gg-agnés à la passe (14 007) en California Interscholastic Federation-Southern Section (en) (Niveau lycéen)[2].

## Galerie

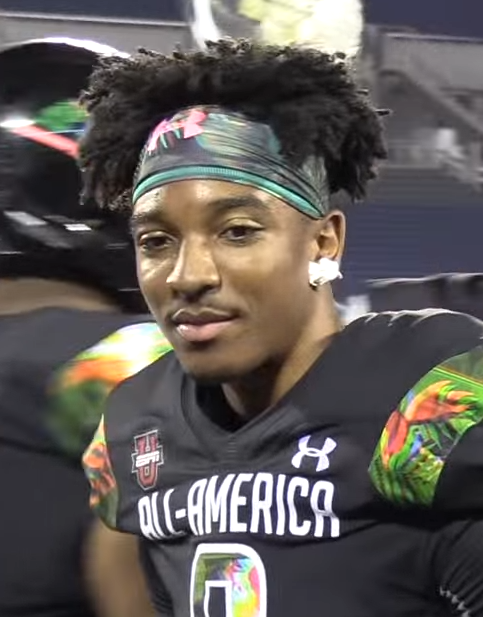
Lors du Under Armour All-America Game 2019.
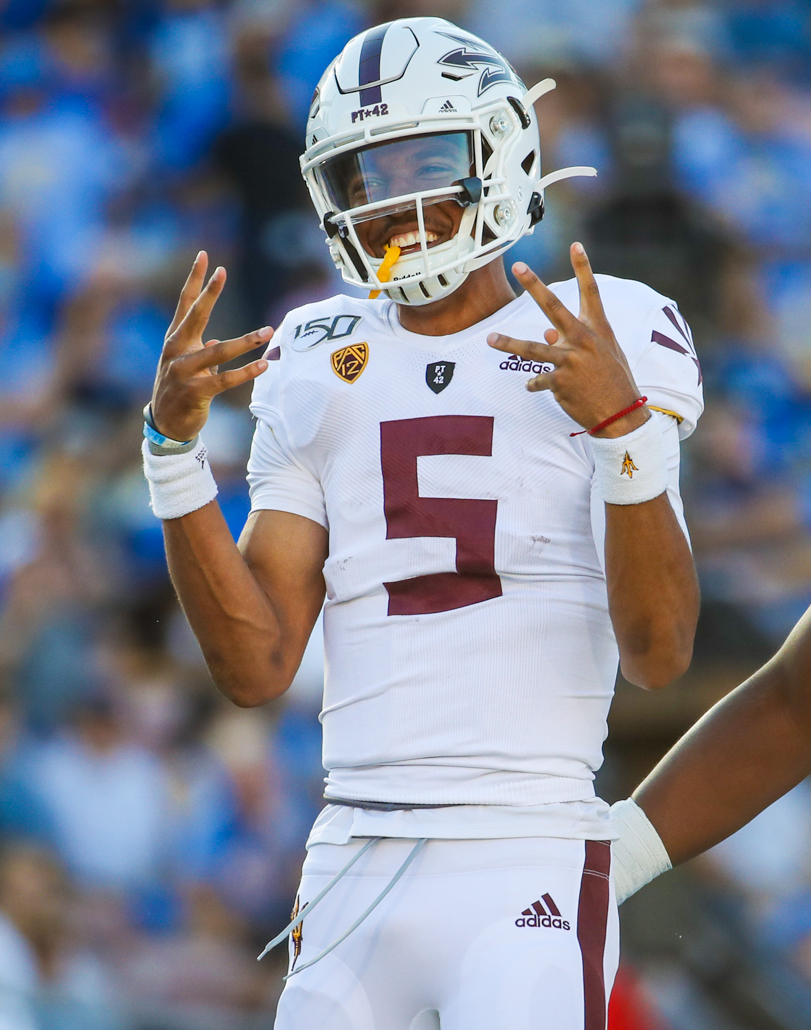
Avec les Sun Devils le 26 octobre 2019 contre les Bruins de l'UCLA.
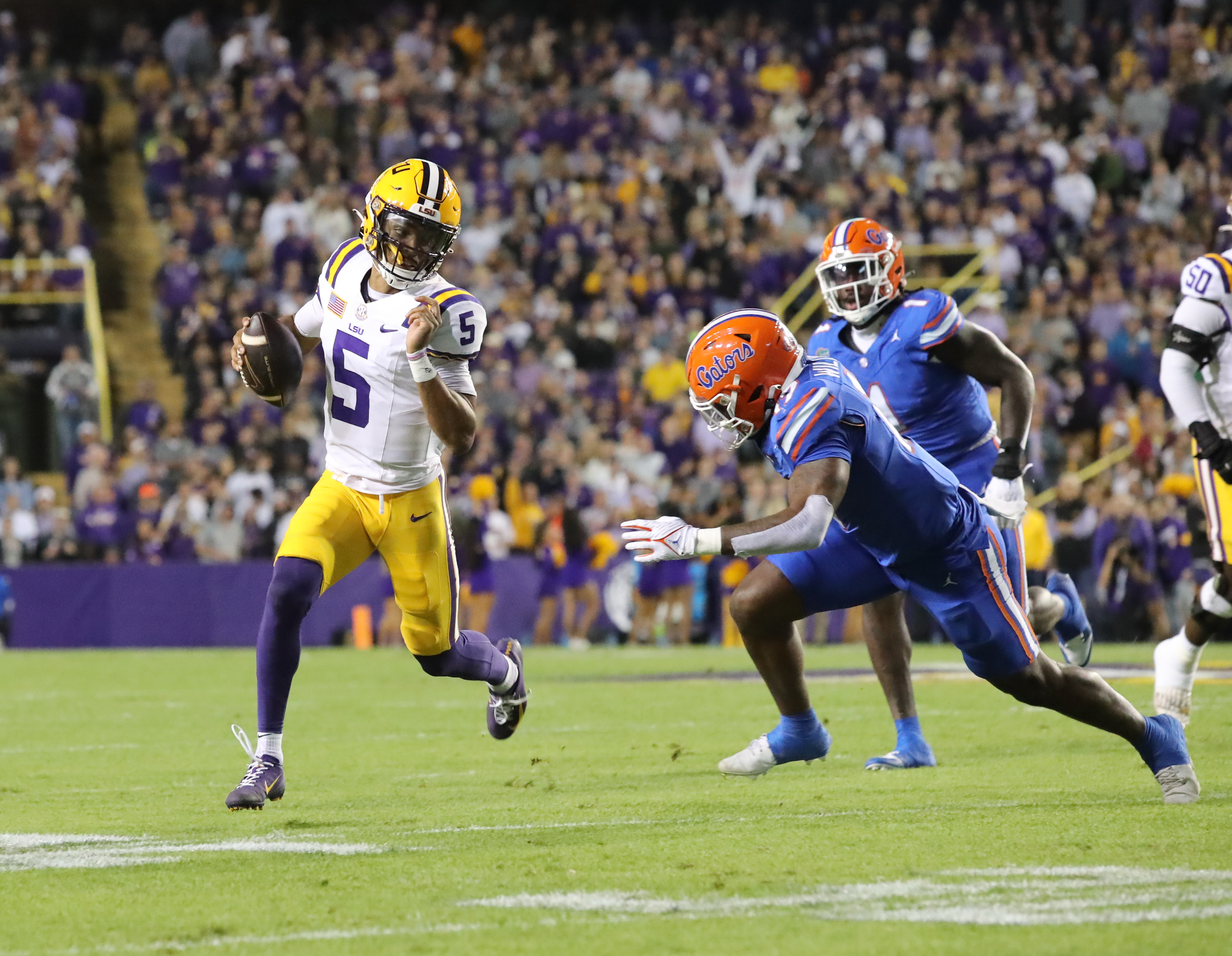
Contre les Gators de la Floride avec les Tigers de LSU le 11 novembre 2023.
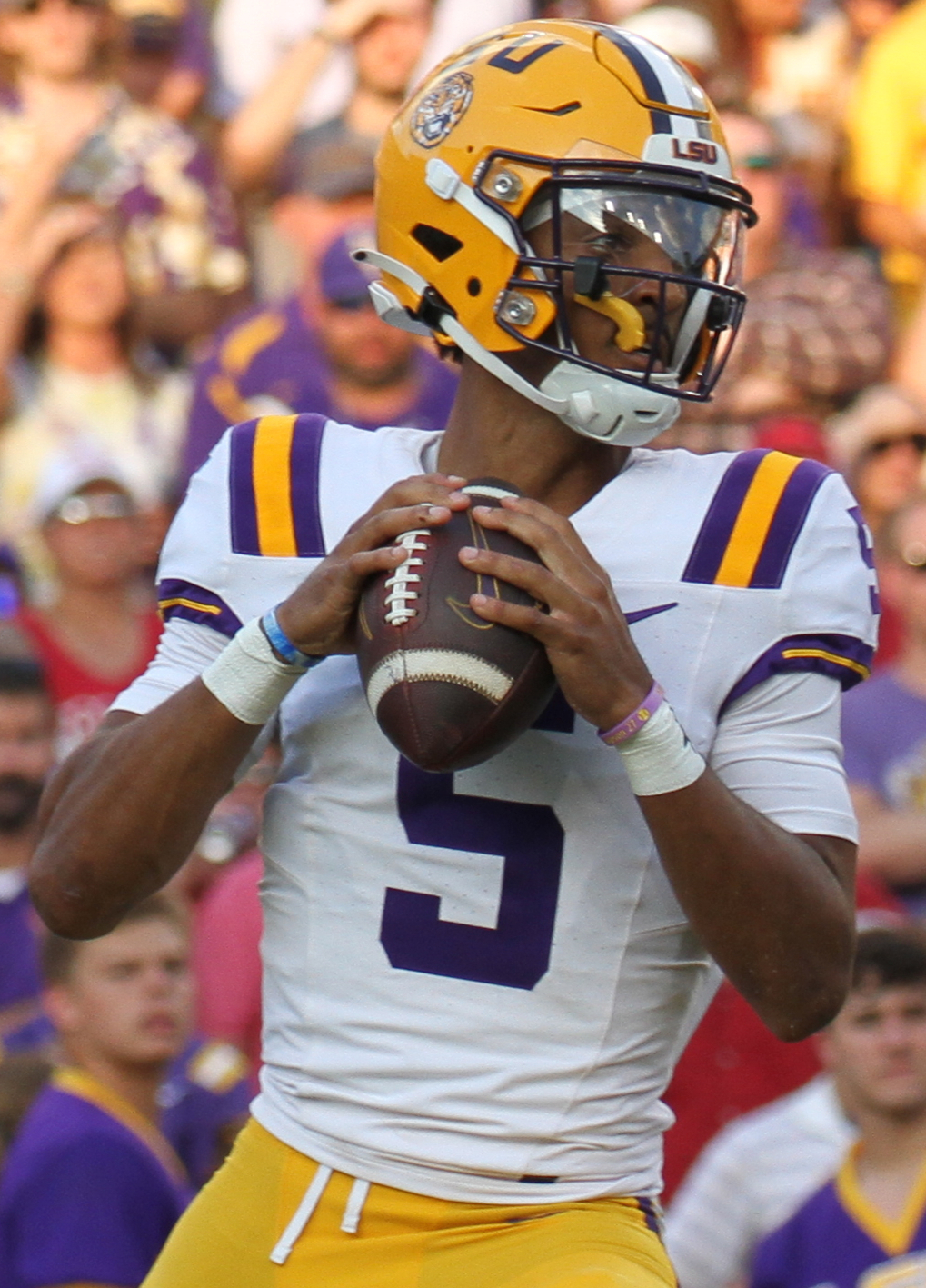
Contre les Razorbacks de l'Arkansas avec LSU.
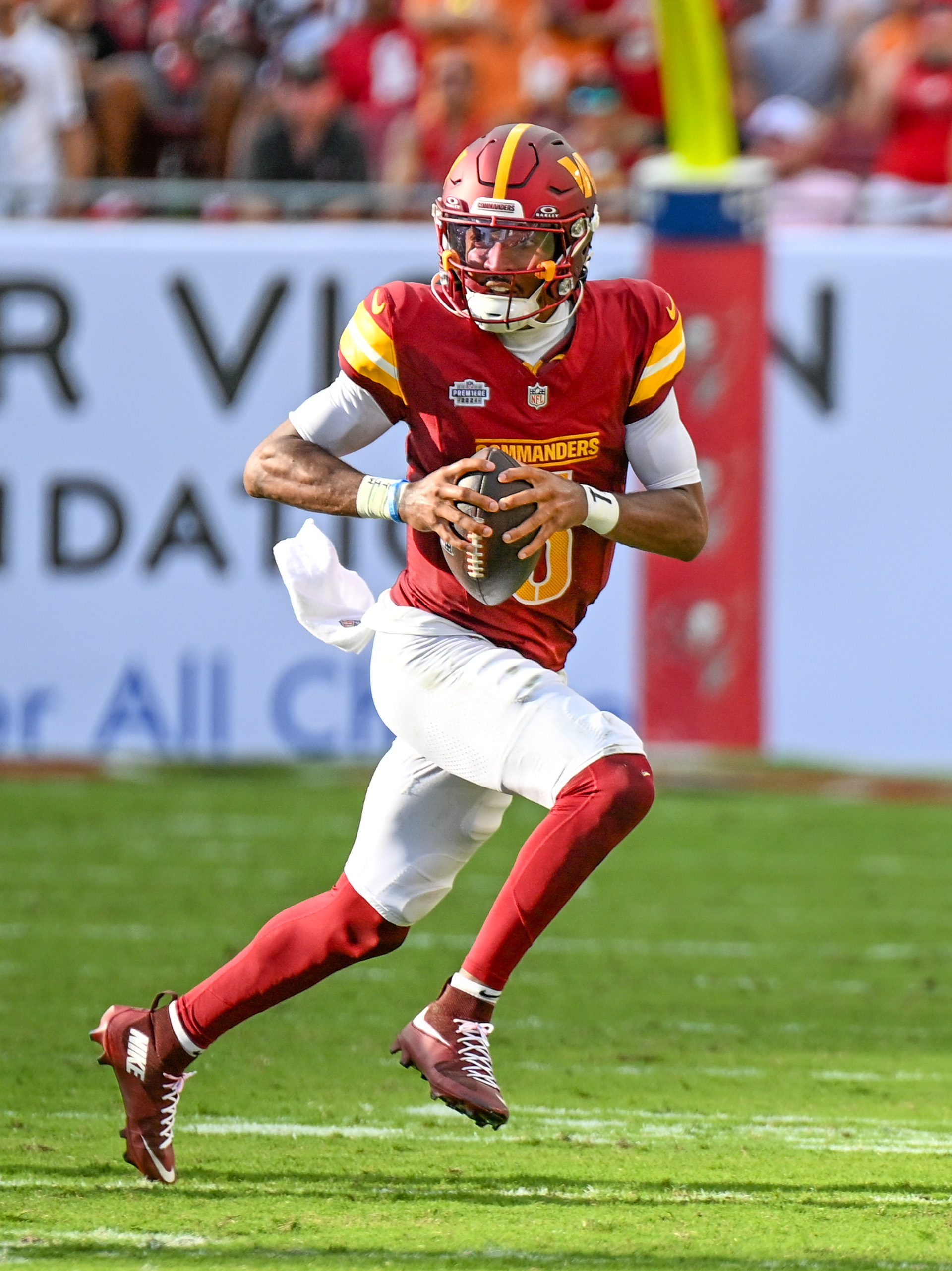
Avec les Commanders de Washington en 2024.